# Lotus 63

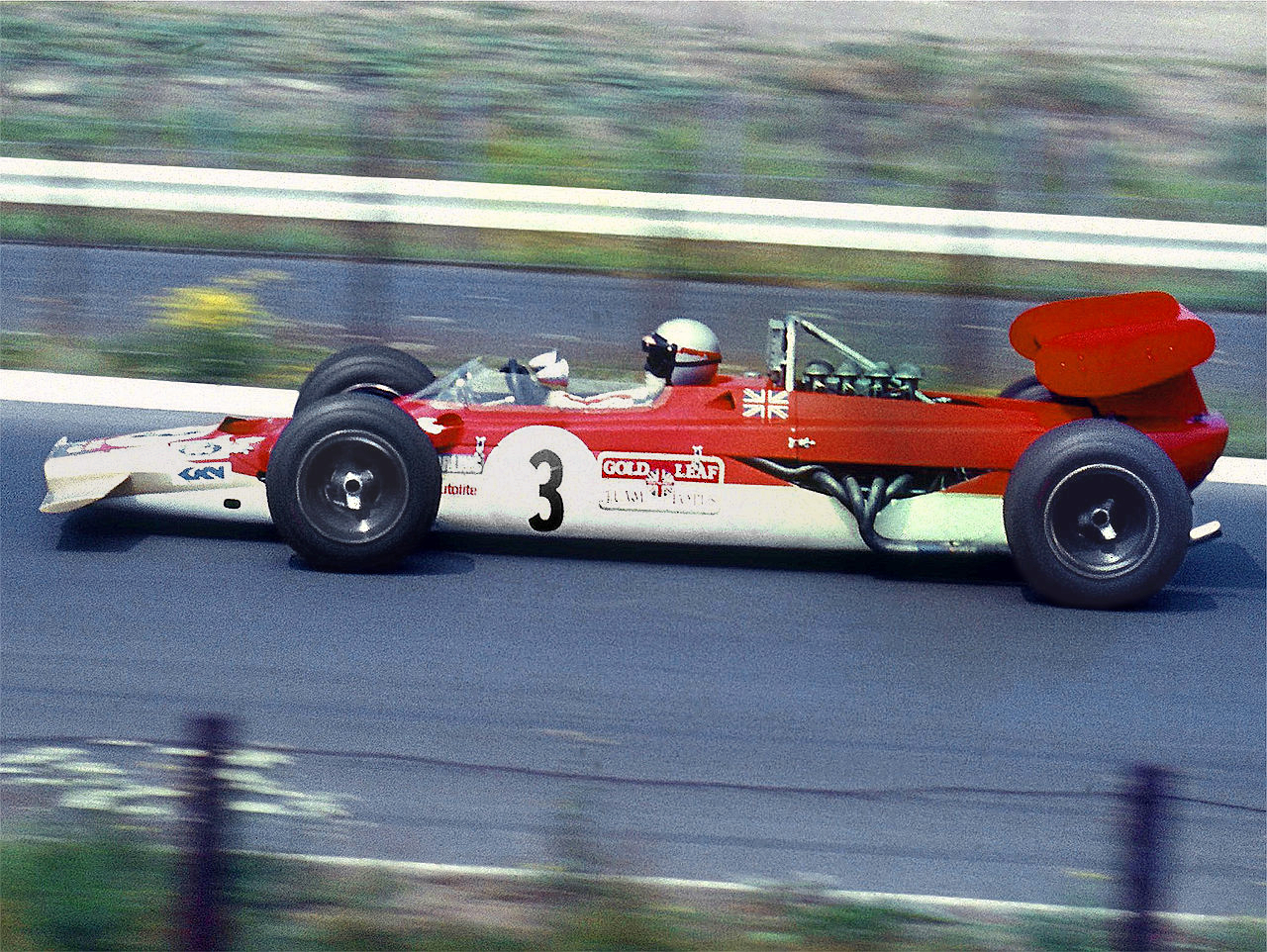
Mario Andretti im Lotus 63 4WD auf dem Nürburgring (1969)

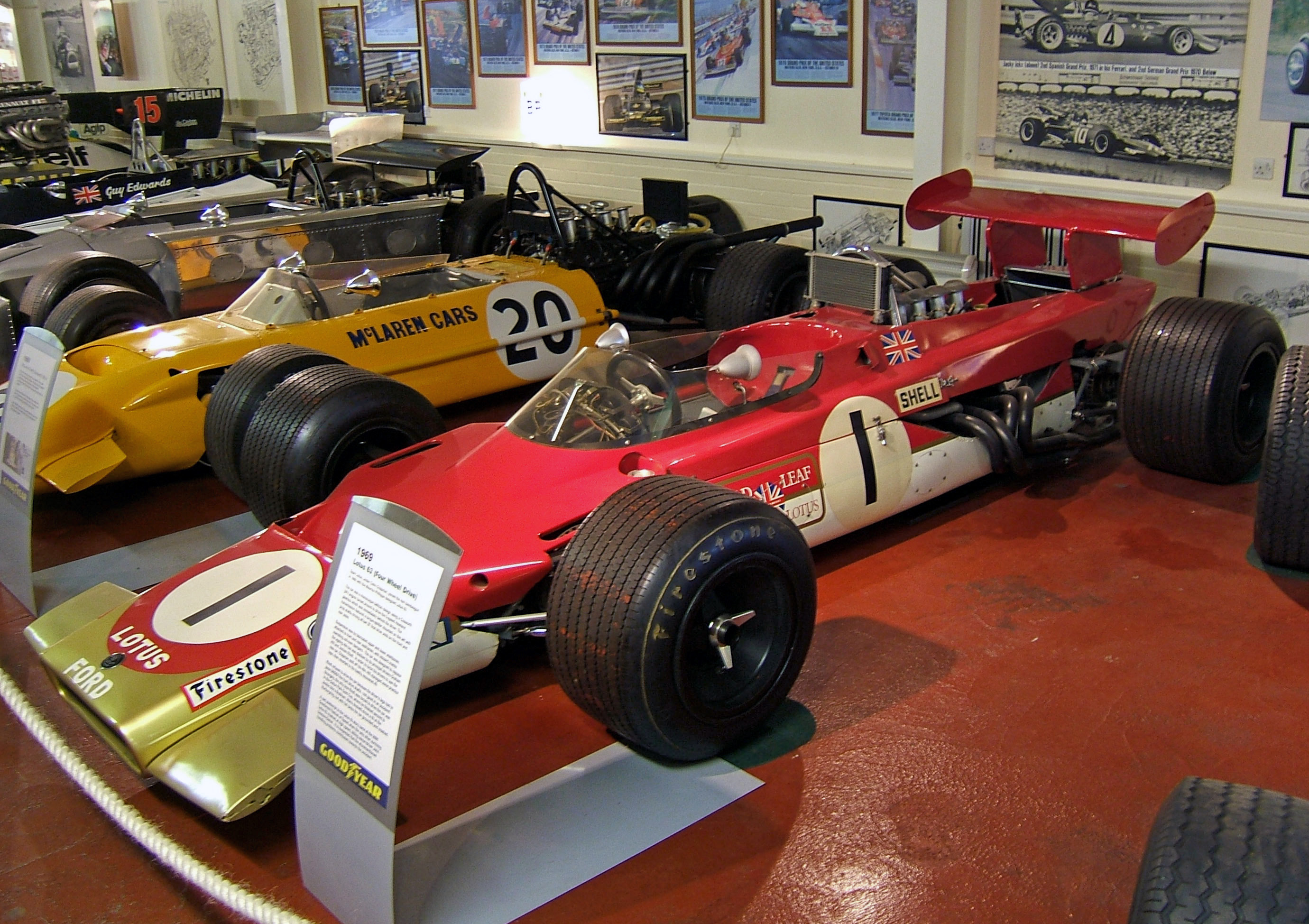
Lotus 63

Der Lotus 63 war ein allradangetriebener Formel-1-Rennwagen, gebaut und eingesetzt 1969 vom britischen Formel-1-Team Lotus.

## Konstruktion
Beim Entwurf des komplexen Lotus 63 griffen Colin Chapman und Maurice Philippe auf die Erfahrung beim Bau des Lotus 56 zurück, der 1968 bei den 500 Meilen von Indianapolis zum Einsatz kam. Das Fahrzeug hatte Vierradantrieb und der Motor, ein DFV-V8 von Cosworth, saß „verkehrt“ im Fahrgestell. Die Kupplung lag hinter dem Fahrersitz und das Getriebe links.
Der Vierradantrieb war nicht neu in der Formel 1; schon 1961 kam der Ferguson P99 damit zu einem Sieg bei einem nicht zur Weltmeisterschaft zählenden Rennen im Oulton Park. Ende der 1960er Jahre experimentierten einige Teams wieder mit dieser Form des Antriebs. Der von Robin Herd konstruierte Cosworth 4WD war dabei der auffälligste Entwurf, der Wagen hatte jedoch nie einen Renneinsatz.
Das Chassis des Lotus 63 ist ein Monocoque mit Hilfsrohrrahmen vorn und hinten, an denen die Radaufhängungen (Doppelquerlenker) und die Differenziale befestigt sind. Im Monocoque befinden sich links und rechts (seitlich vom Fahrer) die Kraftstofftanks aus Gummi, ein weiterer ist zwischen Motor und Hinterachse eingebaut. Der Wasserkühler ist im Bug des Wagens untergebracht, der Ölkühler wechselweise hinter dem Motor oder hinter dem Kopf des Fahrers.
Zwischen dem Ford-Achtzylinder-V-Motor und dem Fahrersitz sind Kupplung, Getriebe und (links) das Zentraldifferenzial angeordnet, von wo aus die Kraft über starre Wellen an das vordere und hintere Differenzial übertragen wird.

## Renneinsätze
Die beiden Stammfahrer des Jahres 1969, Graham Hill und Jochen Rindt, lehnten den neuen Wagen ab und fuhren die gesamte Saison mit dem Vorgängermodell, dem Lotus 49. Nach ersten Testfahrten nannte Hill den 63 eine „Todesfalle“. Der Wagen war schwer zu fahren und durch den komplexen Antrieb auch schwierig abzustimmen. Das beste Ergebnis erzielte dennoch mit Jochen Rindt ein Stammfahrer. Rindt ließ sich vor dem Oulton Park Gold Cup Race 1969, das allerdings nicht zur F1-WM zählte, von Chapman doch überreden, den 63 in einem Rennen zu fahren. Rindt wurde Zweiter, klagte aber, dass der Wagen extrem gefährlich sei.
So blieb es dem dritten Fahrer im Team, dem Briten John Miles, und dem für einige Rennen verpflichteten Mario Andretti vorbehalten, den 63 in der Weltmeisterschaft zu fahren. Miles schaffte beim Großen Preis von Großbritannien Rang 10, die beste Platzierung des 63 in einem WM-Lauf.
Ende der Saison gab man die Idee des Vierradantriebs bei Lotus wieder auf und konzentrierte sich auf den Bau eines neuen Modells. Als Basis für den brillanten Lotus 72 dienten aber viele Chassisteile des erfolglosen 63.

## Rennergebnisse
| Fahrer               | 1 | 2 | 3 | 4 | 5   | 6  | 7   | 8   | 9   | 10  | 11  | Punkte | Rang |
| -------------------- | - | - | - | - | --- | -- | --- | --- | --- | --- | --- | ------ | ---- |
| Formel-1-Saison 1969 |   |   |   |   |     |    |     |     |     |     |     | 0      | -    |
| John Miles           |   |   |   |   | DNF | 10 |     | DNF | DNF |     | DNF | 0      | -    |
| Mario Andretti       |   |   |   |   |     |    | DNF |     |     | DNF |     | 0      | -    |

| Legende  | Legende            | Legende                                                          |
| Farbe    | Abkürzung          | Bedeutung                                                        |
| -------- | ------------------ | ---------------------------------------------------------------- |
| Gold     | –                  | Sieg                                                             |
| Silber   | –                  | 2. Platz                                                         |
| Bronze   | –                  | 3. Platz                                                         |
| Grün     | –                  | Platzierung in den Punkten                                       |
| Blau     | –                  | Klassifiziert außerhalb der Punkteränge                          |
| Violett  | DNF                | Rennen nicht beendet (did not finish)                            |
| Violett  | NC                 | nicht klassifiziert (not classified)                             |
| Rot      | DNQ                | nicht qualifiziert (did not qualify)                             |
| Rot      | DNPQ               | in Vorqualifikation gescheitert (did not pre-qualify)            |
| Schwarz  | DSQ                | disqualifiziert (disqualified)                                   |
| Weiß     | DNS                | nicht am Start (did not start)                                   |
| Weiß     | WD                 | zurückgezogen (withdrawn)                                        |
| Hellblau | PO                 | nur am Training teilgenommen (practiced only)                    |
| Hellblau | TD                 | Freitags-Testfahrer (test driver)                                |
| ohne     | DNP                | nicht am Training teilgenommen (did not practice)                |
| ohne     | INJ                | verletzt oder krank (injured)                                    |
| ohne     | EX                 | ausgeschlossen (excluded)                                        |
| ohne     | DNA                | nicht erschienen (did not arrive)                                |
| ohne     | C                  | Rennen abgesagt (cancelled)                                      |
| ohne     | keine WM-Teilnahme |                                                                  |
| sonstige | P/fett             | Pole-Position                                                    |
| sonstige | 1/2/3/4/5/6/7/8    | Punktplatzierung im Sprint-/Qualifikationsrennen                 |
| sonstige | SR/kursiv          | Schnellste Rennrunde                                             |
| sonstige | *                  | nicht im Ziel, aufgrund der zurückgelegten Distanz aber gewertet |
| sonstige | ()                 | Streichresultate                                                 |
| sonstige | unterstrichen      | Führender in der Gesamtwertung                                   |